# Sophie Kumpen
Sophie-Marie Kumpen (Hasselt; 30 de octubre de 1975), más conocida como Sophie Kumpen, es una expiloto de automovilismo belga que compitió en los Campeonatos Mundiales de Karting durante cinco años en las clases de Fórmula A, K y Super A.

## Biografía
Nacida en Hasselt, Kumpen es hija del expresidente del K. R. C. Genk, Robert Kumpen. Su hermano Paul Kumpen y su hijo Anthony Kumpen fueron pilotos de rally. Como las carreras eran cosa de familia, Kumpen también empezó a correr en el karting a los 11 años. Compitió contra expilotos como Jenson Button, Nick Heidfeld, Jarno Trulli y Giancarlo Fisichella, entre otros. Su mayor éxito fue ganar el Trofeo Andrea Margutti en 1995.
Después de casarse con el piloto Jos Verstappen, se retiró en 1996 y se centró en criar a sus dos hijos y ayudar a su esposo en su carrera profesional. Los dos hijos del matrimonio también praticaron karting y su hijo, Max Verstappen, eventualmente se convertiría en piloto de Fórmula 1, al igual que su padre. El matrimonio con Verstappen llegó a su fin en 2008 y en 2013 Kumpen regresó por un corto tiempo como piloto en la Formido Swift Cup. Durante las últimas carreras de 2013, en el circuito de Zandvoort, se estrelló con su Suzuki Swift y se fracturó una vértebra. Este fue el final definitivo de su carrera como piloto de carreras.
Tras su carrera deportiva, Kumpen empezó a trabajar como trabajadora social en el OCMW de Maaseik.

## Resultados
- 1991: 9.ª Campeonato Mundial de Fórmula A
- 1992: 26.ª Campeonato Mundial de Fórmula K
- 1993: 29.ª Campeonato Mundial de Fórmula Súper A
- 1994: 17.ª Campeonato Mundial de Fórmula Súper A
- 1995: 1.ª Trofeo Andrea Margutti - Fórmula A